# Bataille de Chouchi (1992)
Pour les articles homonymes, voir Bataille de Chouchi (2020).
Guerre du Haut-Karabagh
La bataille de Chouchi (en arménien : Շուշիի ճակատամարտ, romanisé : Shushii chakatamart ; en azéri : Şuşa uğrunda döyüş) désigne la capture de la ville de Chouchi dans le Haut-Karabagh par l'armée arménienne et l'armée d'Artsakh face aux forces armées azerbaïdjanaises durant la première guerre du Haut-Karabakh.
La bataille de Chouchi a été la première victoire militaire importante des forces armées arméniennes durant la première guerre du Haut-Karabakh. La bataille a eu lieu dans la ville de montagne stratégiquement importante Chouchi dans la soirée du 8 mai 1992, et les combats se sont rapidement terminés le lendemain après que les forces arméniennes aient capturé et repoussé l'armée azerbaïdjanaise. Les commandants militaires arméniens basés à Stepanakert, la capitale du Haut-Karabakh, avaient envisagé de capturer la ville après que le bombardement azerbaïdjanais de Stepanakert depuis Chouchi pendant six mois qui avait fait des centaines de victimes civiles arméniennes et causé de nombreuses destructions massives à Stepanakert.
La prise de la ville s'avère décisive. Chouchi était le bastion militaire le plus important que l'Azerbaïdjan détenait au Haut-Karabakh. Sa perte a marqué un tournant dans la guerre et a conduit à une série de victoires militaires par les forces arméniennes au cours du conflit.

## Contexte
En février 1988, le Haut-Karabakh était un oblast autonome depuis plus de soixante ans à l'intérieur des frontières de la république socialiste soviétique d'Azerbaïdjan. À la suite de la décision de son gouvernement de se séparer de l'Azerbaïdjan et de s'unir à l'Arménie, le conflit du Haut-Karabagh a éclaté, sous la forme d'une querelle ethnique entre les Arméniens et les Azerbaïdjanais vivant en Union soviétique. Après l'effondrement de l'Union soviétique en 1991, les Arméniens et les Azerbaïdjanais se sont affrontés pour le contrôle du Haut-Karabakh, notamment durant des batailles à grande échelle à l'hiver 1992. À ce moment-là, l'enclave avait déclaré son indépendance et mis en place un gouvernement non reconnu, bien qu'autonome.
L'achat et l'utilisation de armement soviétique avancé, tel que les chars, les véhicules de combat blindés, les avions de combat et les hélicoptères de combat, par les deux parties a illustré l'accès très facile aux armes qui est apparu à la chute de l'Union soviétique. Un déplacement de population à grande échelle s'est également produit depuis le début du conflit, la plupart des Arméniens vivant en Azerbaïdjan fuyant vers l'Arménie et les Azerbaïdjanais d'Arménie vers l'Azerbaïdjan. La bataille a été précédée par la prise controversée de la ville et du seul aéroport du Karabakh à Khodjaly par les Arméniens en février 1992. Avec la perte de Khodjaly, les commandants azerbaïdjanais ont concentré le reste de leur puissance de feu sur Stepanakert.
Le 26 janvier 1992, les forces azerbaïdjanaises stationnées à Chouchi ont encerclé et attaqué le village arménien voisin de Karin Tak (situé sur la route de Chouchi à Stepanakert) en tentant de le capturer. Cette opération a été menée par le ministre azerbaïdjanais de la Défense de l'époque, Tajaddin Mehdiyev, et était censée préparer le terrain pour une future attaque contre Stepanakert. Cependant l'opération a échoué face à l'opposition des villageois et des combattants arméniens. Mekhtiev a été pris en embuscade et jusqu'à soixante-dix soldats azerbaïdjanais sont morts. Après cette débâcle, Mekhtiev a quitté Chouchi et a été limogé en tant que ministre de la Défense,,. À ce jour, les Arméniens célèbrent l'autodéfense de Karin Tak comme l'une de leurs premières victoires décisive.

### Chouchi en tant que base pour bombarder Stepanakert
Chouchi se trouve au sommet d'une montagne surplombant la capitale densément peuplée du Haut-Karabagh, Stepanakert. Ancienne forteresse disposant de hauts murs, la ville se trouve à cinq kilomètres au sud de Stepanakert et est perchée au sommet d'une montagne avec un accès limité aux véhicules. D'un point de vue géographique, Chouchi était stratégique pour le bombardement azerbaïdjanais sur Stepanakert . Le principal type d'artillerie utilisé lors du bombardement, qui a commencé le 10 janvier 1992, était le lance-roquettes multiple BM-21 GRAD de fabrication soviétique, capable de tirer 40 roquettes en une seule rafale de missiles. Surnommés « poteaux téléphoniques volants » en raison de leurs longues charges creuses, les missiles ont causé des dommages dévastateurs aux bâtiments de Stepanakert, notamment les maisons d'habitation, les écoles, l'usine de soie de la ville et la maternité.
Chouchi était le principal poste de tir à partir duquel Stepanakert a été bombardé et attaqué. La ville, qui fut autrefois le siège du Parti communiste de la région et la plus grande ville du Karabagh, avec une population de 70 000 habitants, a subi des combats et des bombardements qui ont chassé près de 20 000 habitants et forcé les autres à vivre sous terre, dans des sous-sols. Selon un décompte enregistré au début du mois d'avril, un total de 157 roquettes s'étaient abattues sur la ville en une seule journée. Au début de 1992, les bombardements se sont intensifiés. En une semaine, la ville a été bombardée par plus de 1 000 obus. Le 23 février, dix militaires du 366e régiment de fusiliers motorisés de la CEI, dirigé par la Russie, dont le siège est à Stepanakert, étant chargé de maintenir la paix entre les Arméniens et les Azerbaïdjanais, ont été blessés et un a été tué dans un bombardement par l'artillerie.
Au total, plus de 2 000 civils ont été tués et des milliers d'autres ont été blessés lors du bombardement de 1992. De plus, les infrastructures de la ville ont été complètement dévastées avec la destruction des réseaux d'égouts, des conduites d'eau, de gaz et d'électricité. Dans un article paru dans Time en avril 1992, il a été noté que « pratiquement un seul bâtiment [avait] échappé aux dommages à Stepanakert ». En plus des bombardements, l'armée azerbaïdjanaise a également lancé des raids aériens et organisé plusieurs attaques au sol dans la périphérie de Stepanakert, avec le dessein s'emparer, plus tard, de la ville. Bien qu'ils aient été repoussés à de nombreuses reprises, les dirigeants de la ville se sont plaints et ont quémandés la mise en place de mesures et d'actions militaires afin de stopper les bombardements continus. Le 27 avril, les plans des chefs militaires concernant une offensive sur Chouchi ont été approuvés.

## Déroulement

### Préparation

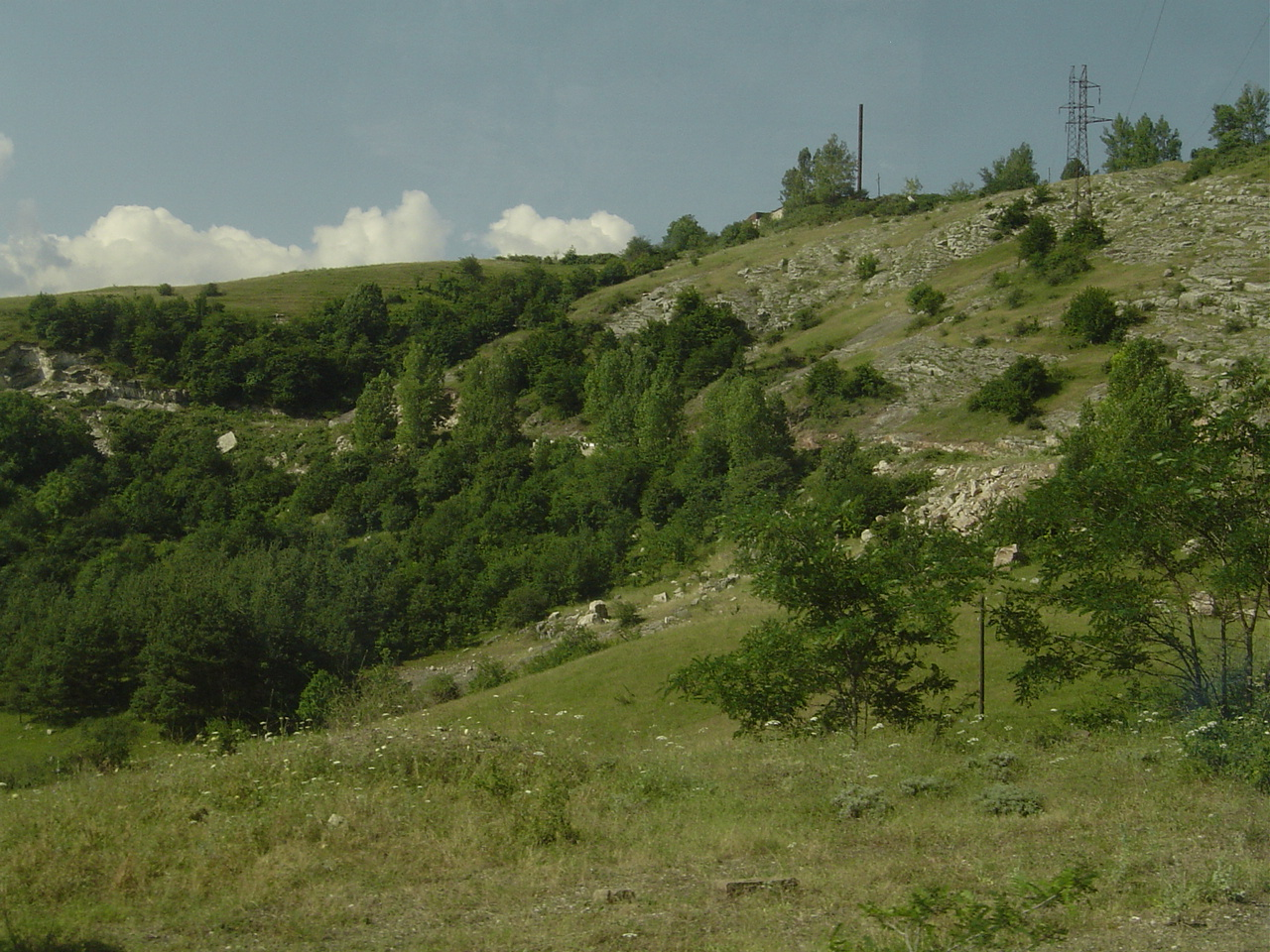
Route menant à Chouchi où a eu lieu la rencontre entre les chars d'Avsharyan et d'Agarunov.

La planification de l'opération militaire a commencé sous l'égide du colonel-général Gurgen Dalibaltayan avec la direction d'Arkady Ter-Tadevosyan. Tous les facteurs stratégiques militaires étaient en faveur de l'armée azerbaïdjanaise. En effet, les Azerbaïdjanais avaient l'avantage en termes de quantité et de qualité de leurs équipements militaires ; ils détenaient la supériorité numérique et les hauteurs de Chouchi et, en raison de la position stratégique de Chouchi, la ville pouvait être facilement défendue. Par conséquent, l'attaque directe par n'était pas une option viable pour Dalibaltayan. De plus, selon les conventions et les pratiques militaires, pour que l'opération réussisse, la partie attaquante doit être plus nombreuse que celle des défenseurs, d'au moins 3 à 4 fois (encore plus lors de l'attaque d'une élévation) ; et les détachements arméniens n'avaient tout simplement pas un tel effectif. Pour faire face à cette contrainte, les commandants arméniens ont conçu une stratégie consistant à lancer plusieurs attaques de diversion contre les villages adjacents pour attirer les défenseurs de la ville. Au même instant, les forces armées en profiterai pour encercler et couper la ville de nouveaux renforts.

### Ordre de bataille
Le plan a été élaboré en mars-avril 1992, après la finalisation des renseignement sur l'emplacement, les positions et le nombre des forces rivales. Le 28 avril, les grandes directives de l'opération, les commandements et les moyens à disposition ont été définis et finalisés.
L'ordre militaire de capture de Chouchi a été signé le 4 mai 1992, avec les détails suivants :

« 1. L'ennemi tient les positions environnantes
- dans les hauteurs de Chouchi avec une ressource humaine de 1200,
- à Zarslu – d'environ 100,
- à Lisagor – d'environ 300 – 350,
- à Kesalar – d'environ 300.

2. Notre tâche est :
- a) Vaincre l'ennemi à Lisagor, Zarslu, Janasan, Karagyav ;
- b) Vaincre l'ennemi aux abords de Chouchi, rejoindre Chouchi et libérer la ville des Verts (nom de code de l'ennemi) ;
- c) continuer à avancer vers Berdadzor et libérer le district de Berdadzor des Verts ;
- d) L'ennemi a concentré les principales forces à Kesalar, Lisagor, Zarslu, dans les environs de Chouchi et a encerclé toute la ville. Les moyens de vaincre l'ennemi : gagner le haut point N et s'y positionner.

Après regroupement des forces pour avancer vers Lisagor et Zarslu et pour lancer immédiatement l'attaque dans quatre directions :
- a) Direction de Shosh /est/, commandant – A. Karapetian
- b) Direction du « 26 » /nord/, commandant – V. Chitchyan
- c) Direction de Lachin /sud/, commandant – S. Babayan
- d) Direction de Kesalar /nord-est/, commandant – S. Ohanyan ,
- commandant des troupes de réserve – Y. Hovhannisyan

Vaincre l'ennemi du côté de Stepanakert à trois bords de Chouchi, puis détruire l'ennemi et libérer Chouchi. »

Avant le lancement de l'offensive contre la citadelle de Chouchi, les forces de Ter-Tadevosyan ont lancé un barrage d'artillerie depuis plusieurs directions pendant plusieurs semaines afin de « ramollir » les défenses de la ville. Depuis fin février, l'armée azerbaïdjanaise avait renforcé la crête et le nombre de munitions de Chouchi, et avait fait la navette en hélicoptères afin d'évacuer la population civile de la ville. L'attaque devait commencer le 4 mai, mais pour diverses raisons (manque de munitions, conditions météorologiques défavorables, etc.) elle a été retardée. Le 8 mai, les forces arméniennes ont amassé près de 1 000 combattants pour prendre d'assaut Chouchi.

### Offensive

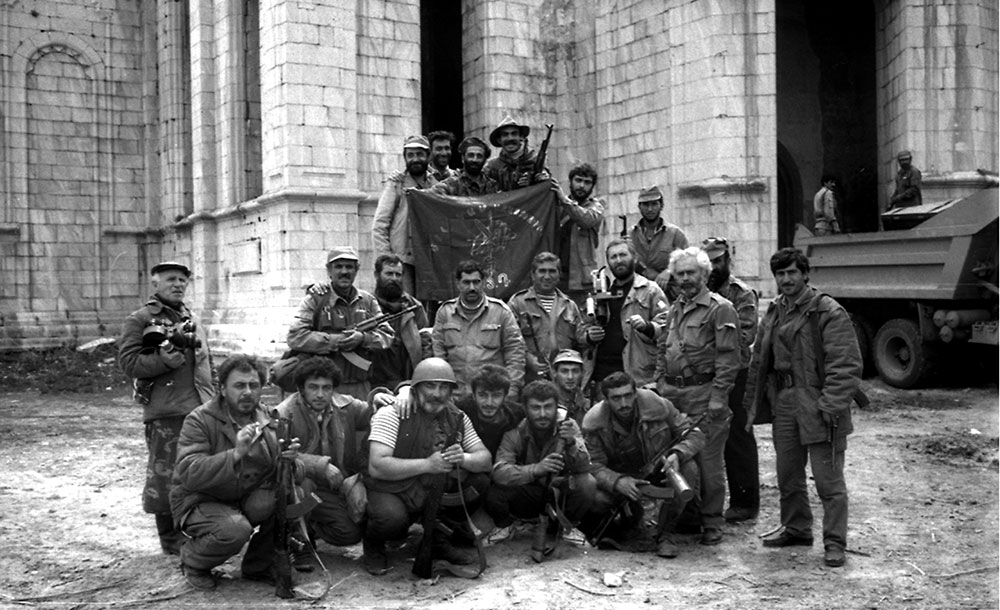
Soldats arméniens de la Fédération révolutionnaire arménienne devant la Cathédrale Ghazanchetsots après la capture de la ville.

Au crépuscule du 8 mai, Ter-Tadevosyan a ordonné à ses forces d'attaquer Chouchi depuis les différentes directions et de l'attaquer par les flancs et par l'arrière afin d'éviter la crête faisant face à Stepanakert, qui était l'endroit le plus facilement défendable de la ville. Les forces offensives sont divisées en cinq compagnies, dont quatre (sous le commandement d'Arkady Karapetian, Valéry Chitchyan, Samvel Babayan et Seyran Ohanyan) attaquant de différentes directions, et une cinquième (sous le commandement de Yura Hovhannisyan) devant rester en réserve au cas où un des groupes aurait besoin d'un renfort immédiat. Le contingent principal de la force d'attaque était principalement composé d'infanterie, mais était cependant complété par au moins quatre chars et deux hélicoptères d'attaque.
Le commandant azerbaïdjanais Elbrus Orujev, qui commandait une force de plusieurs centaines d'hommes et de chars, était retranché à Chouchi. En raison de la proximité des forces arméniennes, les lanceurs GRAD azerbaïdjanais étaient quasiment inutiles pour défendre la ville. Les forces d'Orujev ont tout de même réussi à repousser les premiers Arméniens qui ont escaladé les falaises de la ville. Les hommes d'Orujev ont été renforcés par un contingent de volontaires tchétchènes dirigé par le chef de guerre de la guérilla Chamil Bassaïev, qui a été parmi les derniers à quitter la ville.
À la mi-journée, les combats à Chouchi se sont transformés en un affrontement à grande échelle, les deux parties sont impliquées dans des combats acharnés au milieu des rues de Chouchi et près de sa tour de communication. Une célèbre rencontre a eu lieu entre les deux parties lorsqu'un char arménien T-72, le premier à entrer dans Chouchi, a rencontré son homologue azerbaïdjanais à l'approche nord de la ville. Alors que les deux hommes échangeaient des tirs, le char arménien, piloté par Gagik Avsharyan, a été touché par plusieurs obus du T-72 adverse et mis hors service. Deux des membres d'équipage du char ont été tués mais Avsharian a survécu. Dans la soirée du 8 mai, les forces arméniennes ont détruit trois des lanceurs GRAD et capturé le reste de la batterie. En quelques heures, les défenseurs ont été contraints de se replier vers la pointe sud de la ville.
Le 9 mai, les forces arméniennes ont le contrôle quasiment intégral de Chouchi. À la cathédrale de Ghazanchetsots, qui a été marquée par la bataille, les Arméniens découvrent que les Azerbaïdjanais l'avaient convertie en une zone de stockage pour les munitions GRAD. Orujev ordonne à ses forces de battre en retraite et d'abandonner la citadelle. Le nombre de victimes est estimé à plus d'une centaine des deux côtés. Après la prise de la ville, Chouchi est pillée et incendiée par des civils arméniens de Stepanakert, qui avaient enduré des mois de bombardements par les forces azerbaïdjanaises.
Selon les affirmations d'anciens résidents azerbaïdjanais, certains des bombardements étaient soit effectués à l'aveugle, soit intentionnellement dirigés contre des cibles civiles.

## Retombées politiques
L'écrivain Markar Melkonian, frère du commandant Monte Melkonian, écrira plus tard que « la capture de Chouchi restera dans les annales de la culture locale comme la victoire la plus glorieuse » de la première moitié de la guerre.
La capture de Chouchi a amené de nombreux Arméniens vivant à Stepanakert et ailleurs au Karabakh à s'y installer et à faire partir la population azerbaïdjanaise qui y vivait avant la bataille. Plusieurs jours après l'offensive, les forces arméniennes ont lancé une attaque dans la région de Lachine et ont ouvert un couloir de huit kilomètres reliant l'enclave du Haut-Karabagh à la République d'Arménie. En réponse à cette offensive, l'armée azerbaïdjanaise a lancé deux attaques dont l'une, le 11 mai, était dédiée à la reprise de Chouchi, et l'autre, plus au sud, à la prise de Martouni. Malgré les affirmations du ministère azerbaïdjanais de la Défense selon lesquelles l'armée a repris Chouchi, l'offensive a échoué. Quant à l'offensive azerbaïdjanaise sur Martouni, elle a été repoussée par les forces arméniennes qui ont infligés de lourdes pertes aux attaquants.
Le jour de la victoire arménienne, le président arménien Levon Ter-Petrosyan puis le président azerbaïdjanais par intérim Yagub Mamedov étaient présents à Téhéran, en Iran, pour signer un accord de cessez-le-feu. Cependant, à cause de l'offensive arménienne, conduite par Mamedov, l'Azerbaïdjan a accusé l'Arménie d'avoir déjà manqué au cessez-le-feu. Ter-Petrosyan a contesté l'accusation en affirmant qu'il était incapable de contrôler ce que les actions des Arméniens du Karabakh. La perte de Chouchi a ensuite conduit à des manifestations de masse dans la capitale azerbaïdjanaise, Bakou, contre le président nouvellement rétabli Ayaz Mütallibov. Accusé de ne pas avoir défendu la ville de Chouchi le 9 mai et, plus tard, Lachine, le 18 mai, il a été contraint de se retirer. Mütallibov n'est resté quatre jours au pouvoir après sa réinvestiture. De nombreux Azerbaïdjanais étaient dans un état de stupéfaction à cause de la perte de Chouchi, en effet, la ville avait été le berceau de compositeurs, de poètes et de musiciens azerbaïdjanais et beaucoup estimaient que la capture de la ville avait été une trahison à des fins politiques. Dans une interview télévisée en 2000, Bassaïev a écarté ces théories et a affirmé que les défenseurs de la ville avaient tout simplement abandonné leurs positions.
La ville est devenue l'un des points centraux de négociations dans le processus des pourparlers de paix depuis la fin de la guerre en 1994.

## Implication de la Turquie
Le voisin occidental de l'Arménie, la Turquie, s'est indigné après que les troupes arméniennes eurent capturé la ville. Süleyman Demirel, le Premier ministre turc, a déclaré qu'il subissait une pression intense de la part du peuple turc pour envoyer une aide militaire à l'Azerbaïdjan, les deux peuples étant ethniquement et culturellement liés. Demirel a cependant pris la décision de ne pas répondre à ces demandes, en partie car le commandant des forces armées de la CEI basées dans la Caucase, Yevgeny Shaposhnikov, avait averti qu'une telle incursion militaire conduirait « au bord d'une troisième guerre mondiale, et cela ne peut être autorisé ». La victoire arménienne à Chouchi a poussé de nombreux responsables turcs à accuser l'Arménie de chercher à envahir l'enclave azerbaïdjanaise du Nakhitchevan[réf. nécessaire].

## Commémorations

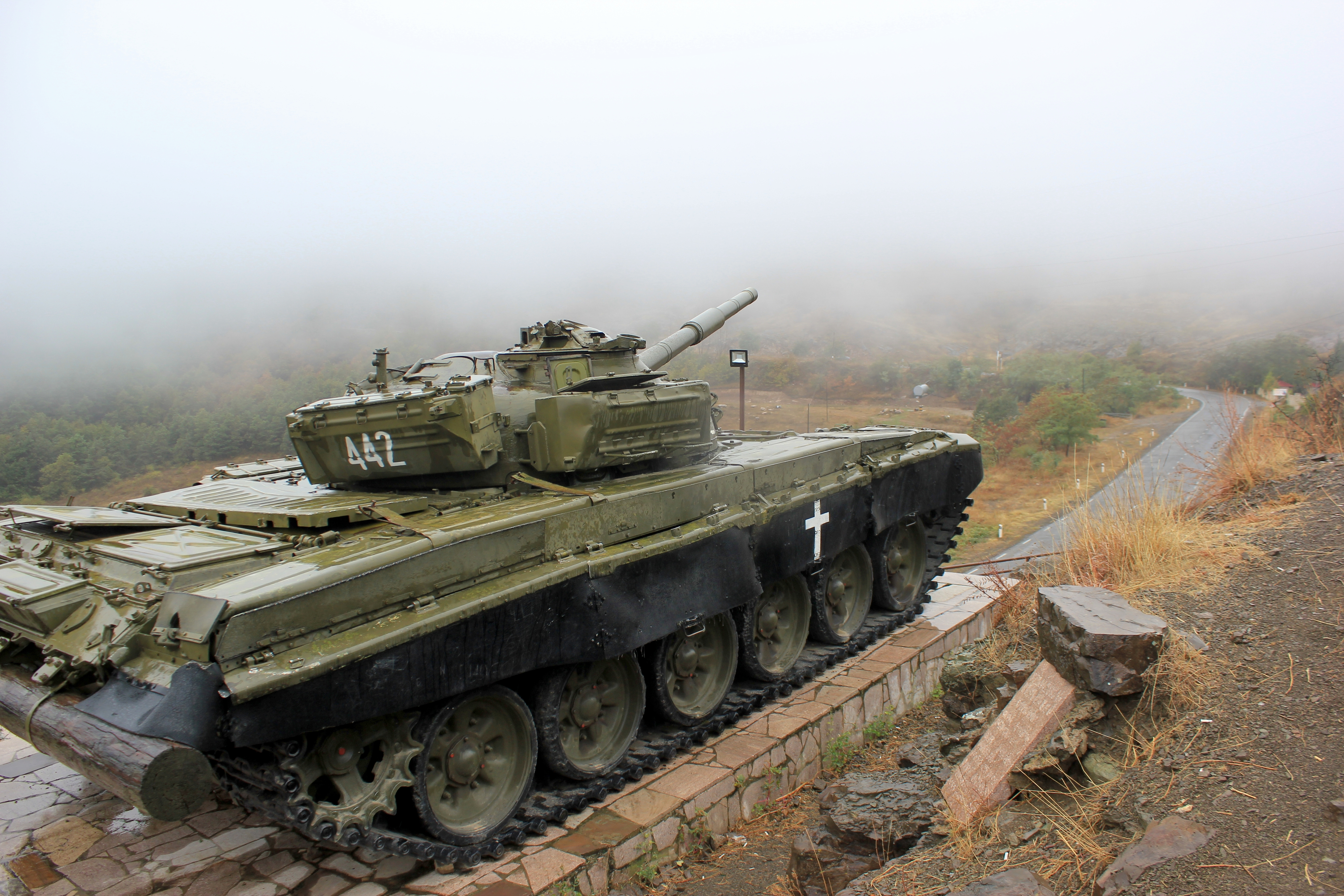
Char T-72 de Gagik Avsharyan, restauré et commémorant la capture de Chouchi.

Après la fin de la guerre, le char T-72 d'Avsharyan a été récupéré et réparé, il se dresse actuellement comme un monument à Chouchi. Le 9 mai est désormais célébré en Arménie et dans la République du Haut-Karabakh comme « le jour de l'Armée de défense d'Artsakh» et « le jour de la libération de Chouchi ». Une médaille a également été décernée par le gouvernement aux Arméniens qui ont participé à la bataille, la médaille pour la libération de Chouchi.

### Quinzième anniversaire
Le 9 mai 2007, l'Arménie et l'Artsakh ont célébré le quinzième anniversaire de la prise de la ville. Les festivités comprenaient un défilé militaire sur la place de la Renaissance à Stepanakert et un marathon de cross-country organisé par l'aile jeunesse de la Fédération révolutionnaire arménienne qui a commencé d'Arménie et s'est terminé à Chouchi. Au cours de l'événement, le président du Haut-Karabagh, Arkadi Ghukasyan, a réaffirmé que les citoyens de la république auraient le dernier mot sur leur avenir.
Le défilé était dirigé par le premier commandant adjoint de l'Armée de défense d'Artsakh, le général Movses Hakobyan. Parmi les participants figuraient des vétérans de la bataille de Chouchi et de la Première Guerre du Haut-Karabakh et des vétérans de la Seconde Guerre mondiale, en effet le 9 mai marque également le jour de la Victoire de l'Union soviétique, célébré dans l'ex-URSS.[réf. nécessaire]
En Arménie, le Premier ministre Serzh Sargsyan a renommé une place dans la capitale d'Erevan au nom de Chouchi[réf. nécessaire].